# Mont Dolent

Der Mont Dolent ist ein 3820 m hoher Berg im östlichen Teil der Mont-Blanc-Gruppe. Ca. 150 m  westnordwestlich des Gipfels auf einer Höhe von 3752 m kulminieren seit dem Vertrag von Turin von 1860 die Grenzen der drei Anrainerstaaten Schweiz, Italien und Frankreich; der Gipfel selbst liegt an der italienisch-schweizerischen Grenze.
Dieser Dreiländergipfel stellt eine prächtige Pyramide dar, die schon immer eine große Anziehungskraft auf alle Alpinisten besaß. Von den vier Hauptseiten des Berges liegen zwei in der Schweiz, eine in Italien und eine in Frankreich. Besonders beeindruckend ist die Ansicht des Berges von Osten aus dem A-Neuve-Kessel.

## Name
Laut dem französischen Ortsnamenforscher Ernest Nègre kommt der Name des Berges vom frankoprovenzalischen Patoiswort doulèn, einem Adjektiv, das auf Deutsch «traurig» bedeutet. Noch im 19. Jahrhundert nannte man den Berg manchmal Mont Grapillon; diese Bezeichnung gilt heute für einen Vorgipfel auf dem Südgrat des Mont Dolent.

## Geografie
Der Berg liegt im Gebiet der Gemeinden Orsières in der Schweiz, Courmayeur in Italien und Chamonix-Mont-Blanc in Frankreich.
An den vier durch Berggrate getrennten Flanken des Mont Dolent liegen getrennte Gletscher: im Norden der Argentièregletscher, im Osten der A-Neuvegletscher, im Südosten der Dolentgletscher und im Süden der Pré-de-Bardgletscher.

## Alpinismus
Am 9. Juli 1864 gelang den englischen Bergsteigern Anthony Adams Reilly, Edward Whymper mit den Bergführern Michel Croz und Michel-Clément Payot sowie dem Träger Henri Charlet aus Chamonix die Erstbesteigung des Berges. Damit begann Whympers erfolgreiche Serie von alpinistischen Pioniertaten.
Die vier Gratrouten auf den Mont Dolent wurden um 1900 erschlossen.
Der Normalweg für die Besteigung des Mont Dolent startet am Rifugio Elena und führt vom Bivacco Cesare Fiorio (20 Plätze) über den Glacier de Pré de Bar zum Schneesattel auf ca. 3580 m und über eine steinschlaggefährdete Rinne hinauf zum Gipfelgrat und auf den höchsten Punkt, auf welchem am 19. September 1954 eine Statue der Muttergottes aufgestellt wurde.
Interessant, wild und einsam ist der Galletgrat vom Dolent-La Maye Biwak. Beide Routen kann man auch miteinander verbinden. Für die Nächtigung bieten sich nur diese beiden Biwakschachteln an. Beliebt ist der Mont Dolent auch als Skitour über die italienische Seite.
Um 1990 hat der französische Extremskifahrer Pierre Tardivel mehrmals Abfahrten über die Gletscherflanken des Mont Dolent ausgeführt.
Der Berg war am 1. August 1993 Schauplatz einer spektakulären alpinistischen Aktion von Mountain Wilderness. 60 Bergsteiger erklommen gleichzeitig alle vier Wände und die dazwischen liegenden Grate des Mont Dolent. Damit sollte das Projekt eines internationalen Naturparks am Mont Blanc unterstützt und zugleich ein Zeichen gesetzt werden für den Frieden zwischen den Nationen.

## Lage
| \| \|                                                                                     |
| Lage des Mont Dolent in der Mont-Blanc-Gruppe, innerhalb der gesamten Alpen siehe rechts. |
|                                                                                           |